# Paula Hawkins
Paula Hawkins, nata Fickes (Salt Lake City, 24 gennaio 1927 – Winter Park, 3 dicembre 2009), è stata una politica statunitense.
È l'unica donna eletta al Senato dalla Florida e la prima senatrice ad aver ottenuto un mandato senza avere connessioni familiari.

## Biografia
Fu la prima senatrice a portare con sé il marito a Washington, trasformando il Club delle mogli dei Senatori nel Club dei coniugi dei Senatori. In politica prese particolarmente a cuore la causa della tutela dell'infanzia, arrivando a dichiarare in una conferenza di essere stata anche lei molestata da bambina.
Nel 1986 perse le elezioni contro l'allora Governatore della Florida Bob Graham e nel 1987 dovette lasciare il Senato. Divenne rappresentante degli Stati Uniti all'OAS e mantenne questo ruolo per sette anni, prima di abbandonare definitivamente la politica attiva.
A causa di un grave ictus che le paralizzò la parte destra del corpo, la Hawkins fu costretta alla sedia a rotelle nel 1998. Ciò non le impedì di rimanere attiva, ma il 2 dicembre 2009 subì una brutta caduta, a causa della quale morì il giorno seguente all'età di 82 anni, lasciando il marito e i tre figli.